# تيودوسيو الأول دوق براغانزا
دوم تيودوسيو الأول دوق براغانزا (1510 - 22 سبتمبر 1563) هو خامس دوق براغانزا مع غيرها من الألقاب، ومن المعروف عنه تنازله عن لقب دوق غيمارايس لـ صهره إنفانتي دوارتي دي أفيز.
هو أبن خايمي دوق براغانزا وإليونورا دي ميندوزا.